# اختبارات النسبية العامة
اختبارات النسبية العامة في بدايتها عام 1915 نظرية النسبية العامة لم يكن لها قانون تجريبي صلب. وكانت تعرف انها صحيحة بسب المبادرة الغريبة للحضيض الشمس لكوكب عطارد وبسبب قاعدتها الفلسفية هي والنسبية الخاصة التي كانت توضح كل ما لم يمكن توضيحه عن طريق قانون نيوتن عن الجاذبية الكونية. ظهر أن الضوء ينحني في حقول الجاذبية بسبب تنبؤات نظرية النسبية العامة التي أوجدت عام 1919 لكن ذلك التنبؤ لم يتأكد منه حتى عام 1959 وذلك أن التنبؤات المتعددة للنسبية العامة اختبرت لكل درجات الدقة في حدود حقول جاذبية ضعيفة وحدت بشدة من أي انحراف يمكن أن يكون من النظرية. البداية في عام 1974 قام هالس وتايلور واخرون درسوا سلوك النباض الثنائي وقاموا بالتجربة في حقول جاذبية أقوى بكثير من تلك الموجودة في النظام الشمسي. كلا من حقول الجاذبية الضعيفة (مثل الموجودة في النظام الشمسي) و القوية الذي أوجدت حاليا من نظام النباض الثنائي تنبؤات النسبية العامة اختبرت بشدة محليا.
حقول الجاذبية القوية الحالية قريبة من الثفوب السودات خصوصا تلك الثقوب السوادء فائقة الضخامة التي يعتقد انها تتكون بسبب قوة نواة مجرة نشطة و نجوم زائفة كثيرة، ينتمي إلى حقل نشيط ومكثف من البحوث. ملاحظات هذه النجوم الزائفة والنوى المجرية النشطة صعبة، وتفسير الملاحظات يعتمد اعتمادا كبيرا على النماذج الفيزيائية الفلكية الأخرى من النسبية العامة أو النظريات الأساسية للجاذبية المتنافسة، لكنها تتفق نوعيا مع مفهوم الثقب الأسود كما غرار في النسبية العامة. كنتيجة لمبدأ التكافؤ , تغاير لورتنز يعمل في نظام غير دوراني ذو مرجع يمتلك خاصية السقوط الحر التجارب المتعلقة بتغاير لورنتز وبالتالي النسبية الخاصة ( التي تكون فيها تأثيرات الجاذبية من الممكن إهمالها ) توصف في تجارب النسبية الخاصة. في فبراير 2016 قام ليغو (مرصد) بالإعلان انهم رصدوا موجات جاذبية من اندماج ثقب أسود. هذا الاكتشاف والاكتشاف الثاني الذي أعلن عنه في شهر يونيو من العام نفسه اختبر النسبية العامة في حدود حقل جاذبية قوي، ولاحظ انه لا يوجد انحراف عن النظرية.